# 清文枝
清 文枝（せい ふみえ、1962年2月6日 - ）は、日本のフリーアナウンサー、元テレビキャスター。

## 人物・経歴
静岡県出身。東京学芸大学教育学部卒。同期卒業生に元フジテレビの吉崎典子、元北海道日本ハムファイターズ監督の栗山英樹らがいる。
1984年、北海道テレビ放送（HTB）にアナウンサーとして入社。女子アナウンサーがHTBに入社したのは5年ぶりのことだった。『ニュースロータリー』、『気分は天気』などHTBの看板番組を歴任した後、1989年に退社。
その後はフリーランスとなり、日本放送協会（NHK）、衛星チャンネル、テレビ朝日で情報報道番組の司会やレポーターを務める。
テレビ朝日の夕方のニュース番組『600ステーション』では、水中レポートも担当。潜水士の資格も持つ。のちに同局『530ステーション』→『ステーションEYE』（土日）のキャスターとなる。
また、日本テレビのドラマ『東京ららばい』には女優として出演。現在はテレビ朝日アスクのアナウンススクール講師。

## 出演
HTB時代
- ニュースロータリー - 司会[3]
- 気分は天気 - 司会[4][5]

フリー転身後
| 期間       | 期間      | 番組名                        | 役職                 |
| ---------- | --------- | ----------------------------- | -------------------- |
| 1992年10月 | 1993年3月 | 530ステーション（テレビ朝日） | メインキャスター     |
| 1993年4月  | 1993年9月 | ステーションEYE（テレビ朝日） | 週末メインキャスター |